# Quentin Reynolds
Quentin James Reynolds (11 d'abril de 1902, New York - 17 de març del 1965, San Francisco, Califòrnia), era un periodista que va ser corresponsal de guerra durant la Segona Guerra Mundial.
Fou editor associat al Collier's Weekly del 1933 al 1945, en el que va escriure molts articles. També va publicar 25 llibres, entre els quals es destaquen The Wounted Don't Cry, London Diary, Dress Rehearsal i Courtroom. També va publicar la seva autobiografia: By Quentin Reynolds. Altres llibres seus són: The Courtain rises, Don't Think It Hasn't Fun i Only the Stars are Neutral.
Després de la guerra va tenir problemes amb el periodista Westbrook Pegler sobre calúmnies.

## A Internet
- articles de la radio de Quentin Reynolds sobre la Guerra Mundial Arxivat 2007-05-17 a Wayback Machine. (en anglès)